# Francesco Dal Co
Francesco Dal Co (Ferrara, 1945) es un historiador de la arquitectura italiano.

## Biografía
Francesco Dal Co se graduó en Arquitectura en la Universidad IUAV de Venecia en 1970. Es profesor de Historia de la Arquitectura en la Universidad IUAV de Venecia desde 1981, la Escuela de Arquitectura de la misma: la Universidad de Yale desde 1982 hasta 1991, de la Escuela de Arquitectura de la Universidad del Sur de Suiza desde 1996. Es director del Departamento de Historia de la IUAV de 1995 a 2003. Dirige la Bienal de Venecia de 1988 a 1991. Desde 1996 ha sido Director de la revista Casabella.
También es Senior Fellow en el Centro de Estudios Avanzados, National Gallery of Art en Washington D. C., académico en el Centro de Estudios Avanzados, el Centro Getty en Los Ángeles y la Universidad de San Lucas.